# Roccia di Manthal
La roccia di Manthal (in urdu: منٹھل چٹان) è un macigno di granito su cui è stata incisa la figura di Buddha seduto e circondato dai suoi discepoli, probabilmente risalente all'VIII secolo d.C.. 
Questa roccia si trova nel villaggio di Manthal, vicino a Skardu, in Pakistan. 
La roccia è una delle più importanti reliquie del buddismo nel Gilgit-Baltistan. Si trova a circa 8km dalla città sulla strada di Sadpara, ciò anche porta al lago di Sadpara.

## Storia

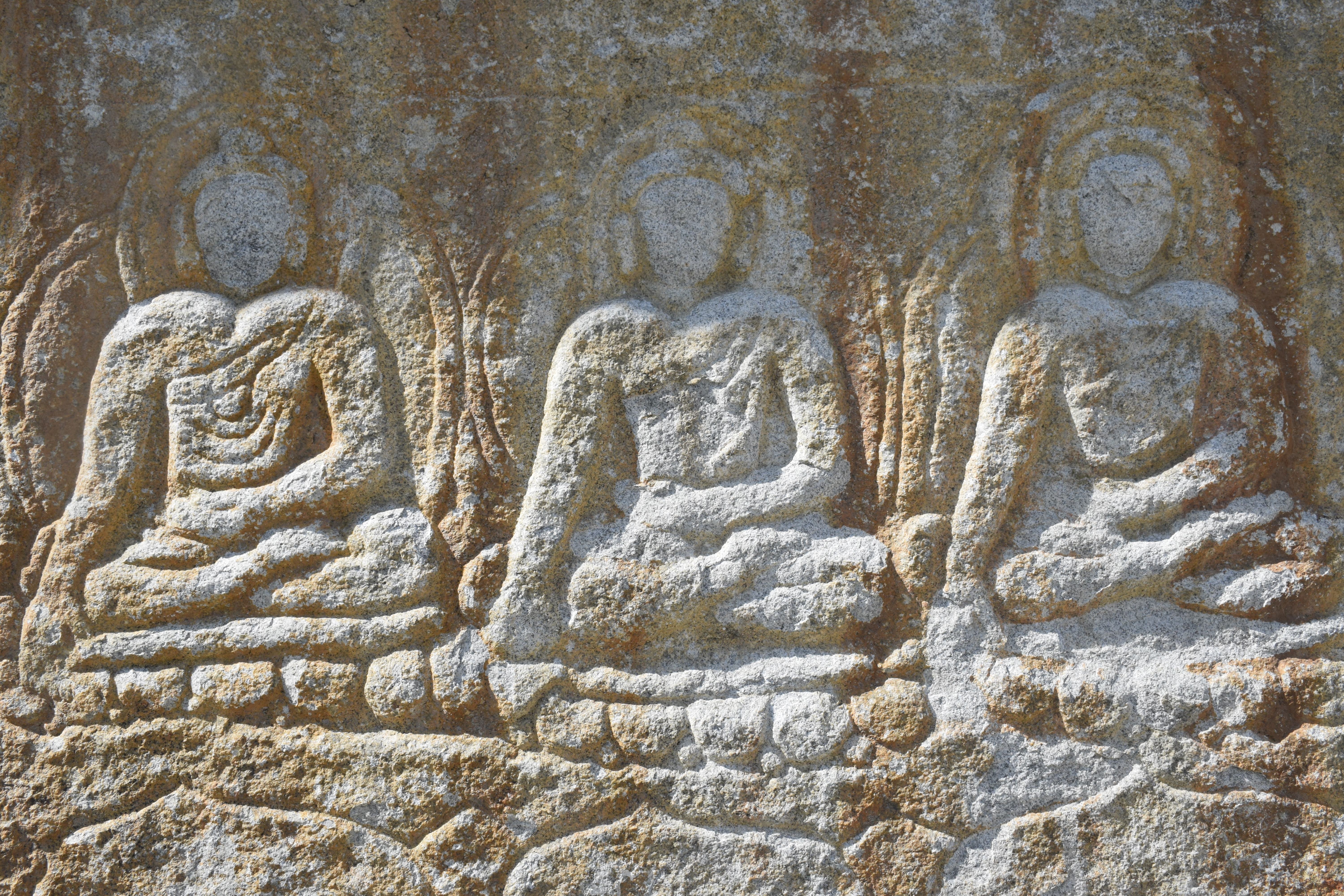
Particolare

Prima dell'arrivo dell'Islam nella regione del Gilgit-Baltistan la maggior parte della popolazione era buddista e aveva inciso il Buddha su molte rocce. 
Questa incisione rupestre buddista, realizzata tra l'VIII e il X secolo d.C. durahte l'ultima fase dell'epoca d'oro del Buddismo dell'alta valle dell'Indo, non era nota al mondo fino all'inizio del XX secolo, a causa della sua posizione remota. Nel 1906 il grande masso venne descritto dalla viaggiatrice scozzese Ella Christie nel suo libro del viaggio verso il Tibet occidentale, che gli diede un'attenzione internazionale. Da allora il governo pakistano ha preso molte misure per preservare questo monumento e viene visitato dai turisti che passano per la vicina città di Skardu.

## Protezione
Il sito è protetto sotto l'Antiquities Act of Pakistan.